# Pudelpointer
Pour les articles homonymes, voir Pointer (chien).
Le pudelpointer est une race de chien originaire d'Allemagne. Issu d'un croisement entre caniche et pointer anglais, le pudelpointer est un chien de chasse polyvalent, au poil dur de couleur marron, feuille-morte ou noir.

## Historique
Le pudelpointer est issu d'un croisement entre des pointers et des caniches, sans aucun apport d’autres races de chiens d’arrêt. Le caniche n'a été utilisé que lors de la création des premières souches au XIXe siècle,.

## Standard

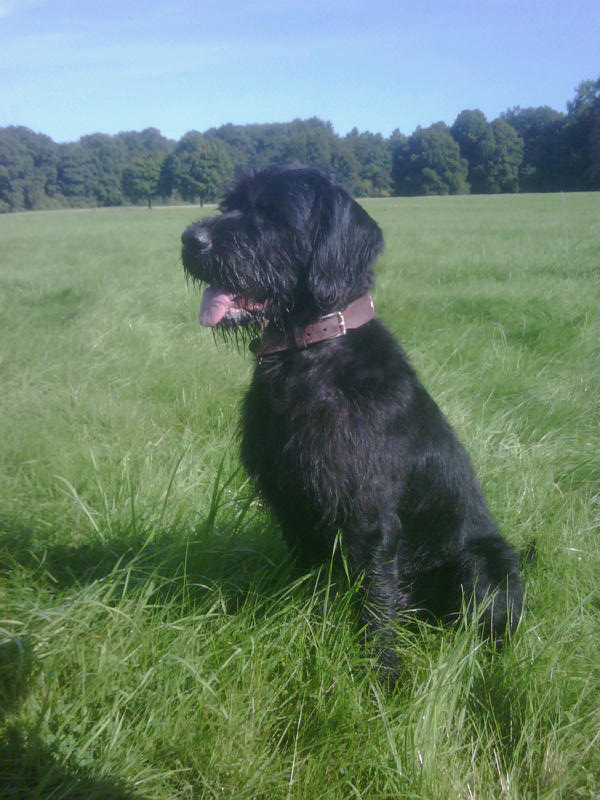
Pudelpointer noir.

Le pudelpointer est un chien de chasse de grande taille. Le type idéal présente la construction d'un pointer lourd. La queue prolonge la croupe en suivant une ligne régulière et sans cassure. Elle peut être écourtée pour la chasse et si la législation l'y autorise, la longueur doit alors atteindre le bord inférieur de la vulve chez les femelles ou recouvrir les testicules chez les mâles. La longueur du crâne est égale à celle du museau. De taille moyenne, les oreilles tombantes sont attachées haut, bien accolées à la tête. L'extrémité de l'oreille est légèrement arrondie. Placés sur les côtés, les yeux sont grands et de couleur ambre foncé.
Recouvrant l'ensemble du corps, le poil de longueur moyenne est dur, serré et bien couché sur le corps, avec un épais sous-poil. La tête présente une barbe et un toupet dont les mèches s’enroulent. Le poil doit fournir une protection contre le froid, l'eau et les blessures. La robe est unicolore de couleur noire, marron ou feuille-morte. Les taches blanches sont admises.

## Caractère
Le standard FCI décrit le pudelpointer comme un chien de caractère équilibré, calme, ni peureux, ni agressif. Il ne doit pas avoir peur du gibier et des coups de feu. Cette race est joyeuse, docile et facile à dresser et adorerait les caresses. Le pudelpointer est un chien de chasse et la vie en ville ne lui est pas conseillée.

## Utilité
Le pudelpointer est un chien de chasse polyvalent, travaillant en plaine, en forêt ou à l’eau. L'instinct de chasse est bien développé : le nez est fin et réceptif même à distance, la quête rapide, les arrêts fermes. Le pudelpointer aime l'eau. Il est utilisé pour la chasse à la caille, au canard, au renard et au lapin. 